# جيمس إس. رايس
جيمس إس. رايس (بالإنجليزية: James S. Rice)‏ هو مربي ماشية وشخصية أعمال أمريكي، ولد في 31 أكتوبر 1846 في كليفلاند في الولايات المتحدة، وتوفي في 1939 في توستين في الولايات المتحدة.